# 2007–2008-as angol labdarúgókupa

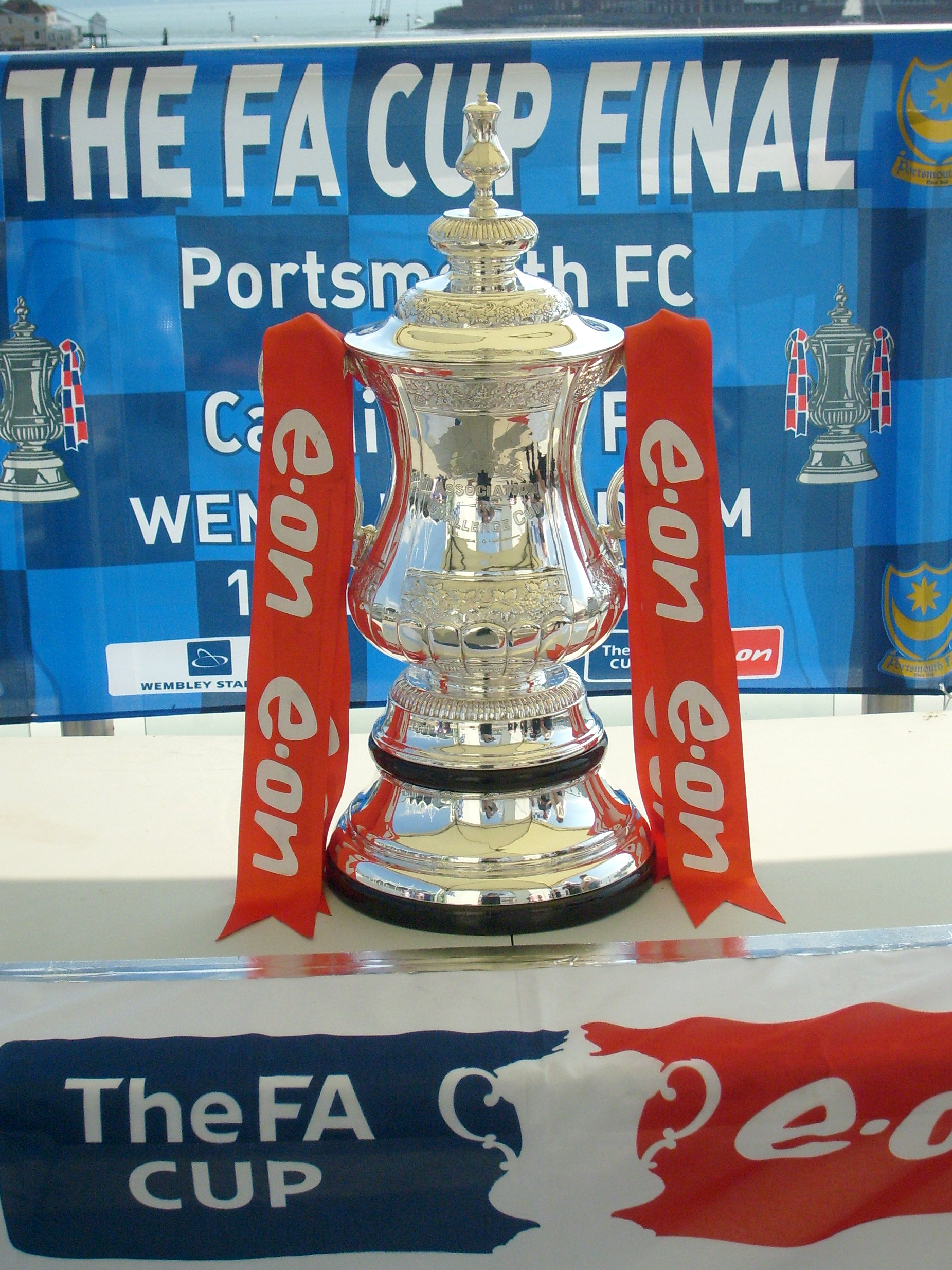
A kupa

Az FA Kupa 2007–2008 a világ legrégibb labdarúgó versenysorozatának, az FA Kupának a 127. szezonja. Összesen 731 csapat indult a kiírásban.
A döntőt a Wembley Stadionban, Londonban rendezték 2008.május 17-én. A másodosztályú Cardiff City és az élvonalbeli Portsmouth játszottak döntőt. A mérkőzést a Portsmouth nyerte Kanu 37. percben lőtt góljával. A végig támadó felfogásban játszó Cardiff City képtelen volt egyenlíteni, így az eredmény maradt 0-1 és a Portsmouth nyerte meg a 2007-2008-as FA kupát, és ezzel együtt az 1 000 000 fontos bajnoknak járó díjat is.
A verseny során összesen mintegy 15 millió fontnyi pénzdíjat osztottak ki.

## Naptár
| Kör                 | Dátum                | Meccs | Csapatok  | Érkezők        | Pénzdíj  | A Kör Játékosa                            |
| ------------------- | -------------------- | ----- | --------- | -------------- | -------- | ----------------------------------------- |
| Extra selejtező kör | 2007. augusztus 18.  | 171   | 729 → 558 | 342: 388.–729. | £500     | -                                         |
| Selejtező kör       | 2007. szeptember 1.  | 166   | 558 → 392 | 161: 227.–387. | £1,000   | -                                         |
| Első selejtező      | 2007. szeptember 15. | 116   | 392 → 276 | 66: 161.–226.  | £2,250   | Jack Pitcher (Gloucester City)            |
| Második selejtező   | 2007. szeptember 29. | 80    | 276 → 196 | 44: 117.–160.  | £3,750   | Matt Townley (Team Bath)                  |
| Harmadik selejtező  | 2007. október 13.    | 40    | 196 → 156 | -              | £5,000   | Andy Forbes (Eastleigh)                   |
| Negyedik selejtező  | 2007. október 27.    | 32    | 156 → 124 | 24: 93.–116.   | £10,000  | Craig Farrell (York City)                 |
| 1. kör              | 2007. november 10.   | 40    | 124 → 84  | 48: 45.–92.    | £16,000  | Stuart Beavon (Weymouth)                  |
| 2. kör              | 2007. december 1.    | 20    | 84 → 64   | -              | £24,000  | Craig Mackail-Smith (Peterborough United) |
| 3. kör              | 2008. január 5.      | 32    | 64 → 32   | 44: 1.–44.     | £40,000  | Michael Mifsud (Coventry City)            |
| 4. kör              | 2008. január 26.     | 16    | 32 → 16   | -              | £60,000  | Alfie Potter (Havant & Waterlooville)     |
| 5. kör              | 2008. február 16.    | 8     | 16 → 8    | -              | £120,000 | Luke Steele (Barnsley)                    |
| 6. kör              | 2008. március 8.     | 4     | 8 → 4     | -              | £300,000 | Kayode Odejayi (Barnsley)                 |
| Elődöntő            | 2008. április 5.     | 2     | 4 → 2     | -              | £900,000 | Joe Ledley (Cardiff City)                 |
| Döntő               | 2008. május 17.      | 1     | 2 → 1     | -              | £1 000   |                                           |

## Első kör
A harmad-és negyedosztályú csapatok mérkőztek meg a bajnokságon kívüli csapatokkal.
- A mérkőzéseket november 10-én és november 11-én játszották.

|                                             | Hazai csapat               | Eredmény | vendég csapat          | Nézőszám |
| ------------------------------------------- | -------------------------- | -------- | ---------------------- | -------- |
| 1                                           | Darlington                 | 1 – 1    | Northampton Town       | 2,964    |
| replay                                      | Northampton Town           | 2 – 1    | Darlington             | 2,895    |
| 2                                           | Hampton & Richmond Borough | 0 – 3    | Dagenham & Redbridge   | 2,252    |
| 3                                           | Torquay United             | 4 – 1    | Yeovil Town            | 3,718    |
| 4                                           | Leyton Orient              | 1 – 1    | Bristol Rovers         | 3,157    |
| újrajátszás                                 | Bristol Rovers             | 3 – 3    | Leyton Orient          | 3,742    |
| A Bristol Rovers győzött 6–5-re büntetőkkel |                            |          |                        |          |
| 5                                           | Bury                       | 4 – 1    | Workington             | 2,641    |
| 6                                           | Barnet                     | 2 – 1    | Gillingham             | 2,843    |
| 7                                           | Accrington Stanley         | 2 – 3    | Huddersfield Town      | 2,202    |
| 8                                           | Barrow                     | 1 – 1    | AFC Bournemouth        | 2,203    |
| újrajátszás                                 | AFC Bournemouth            | 3 – 2    | Barrow                 | 2,969    |
| 9                                           | Forest Green Rovers        | 2 – 2    | Rotherham United       | 2,102    |
| újrajátszás                                 | Rotherham United           | 0 – 3    | Forest Green Rovers    | 2,754    |
| 10                                          | Southend United            | 2 – 1    | Rochdale               | 5,180    |
| 11                                          | Team Bath                  | 0 – 2    | Chasetown              | 2,067    |
| 12                                          | Bradford City              | 1 – 0    | Chester City           | 4,069    |
| 13                                          | Morecambe                  | 0 – 2    | Port Vale              | 2,730    |
| 14                                          | Hereford United            | 0 – 0    | Leeds United           | 5,924    |
| újrajátszás                                 | Leeds United               | 0 – 1    | Hereford United        | 11,315   |
| 15                                          | Mansfield Town             | 3 – 0    | Lewes                  | 2,607    |
| 16                                          | Gainsborough Trinity       | 0 – 6    | Hartlepool United      | 2,402    |
| 17                                          | Exeter City                | 4 – 0    | Stevenage Borough      | 3,513    |
| 18                                          | Oldham Athletic            | 2 – 2    | Doncaster Rovers       | 4,280    |
| újrajátszás                                 | Doncaster Rovers           | 1 – 2    | Oldham Athletic        | 4,340    |
| 19                                          | Peterborough United        | 4 – 1    | Wrexham                | 4,266    |
| 20                                          | Halifax Town               | 0 – 4    | Burton Albion          | 1,936    |
| 21                                          | York City                  | 0 – 1    | Havant & Waterlooville | 2,001    |
| 22                                          | Harrogate Railway          | 2 – 0    | Droylsden              | 884      |
| 23                                          | Rushden & Diamonds         | 3 – 1    | Macclesfield Town      | 1,759    |
| 24                                          | Ware                       | 0 – 2    | Kidderminster Harriers | 982      |
| 25                                          | Walsall                    | 2 – 0    | Shrewsbury Town        | 4,972    |
| 26                                          | Horsham                    | 4 – 1    | Maidenhead United      | 3,379    |
| 27                                          | Altrincham                 | 1 – 2    | Millwall               | 2,457    |
| 28                                          | Cheltenham Town            | 1 – 1    | Brighton & Hove Albion | 2,984    |
| újrajátszás                                 | Brighton & Hove Albion     | 2 – 1    | Cheltenham Town        | 3,711    |
| 29                                          | Stockport County           | 1 – 1    | Staines Town           | 3,460    |
| újrajátszás                                 | Staines Town               | 1 – 1    | Stockport County       | 2,860    |
| Staines Town győzött 4–3-ra büntetőkkel     |                            |          |                        |          |
| 30                                          | Crewe Alexandra            | 2 – 1    | Milton Keynes Dons     | 3,049    |
| 31                                          | Lincoln City               | 1 – 1    | Nottingham Forest      | 7,361    |
| újrajátszás                                 | Nottingham Forest          | 3 – 1    | Lincoln City           | 6,783    |
| 32                                          | Cambridge United           | 2 – 1    | Aldershot Town         | 2,641    |
| 33                                          | Notts County               | 3 – 0    | Histon                 | 4,344    |
| 34                                          | Oxford United              | 3 – 1    | Northwich Victoria     | 2,972    |
| 35                                          | Billericay Town            | 1 – 2    | Swansea City           | 2,334    |
| 36                                          | Carlisle United            | 1 – 1    | Grimsby Town           | 5,128    |
| újrajátszás                                 | Grimsby Town               | 1 – 0    | Carlisle United        | 2,008    |
| 37                                          | Eastbourne Borough         | 0 – 4    | Weymouth               | 2,711    |
| 38                                          | Chesterfield               | 1 – 2    | Tranmere Rovers        | 4,296    |
| 39                                          | Wycombe Wanderers          | 1 – 2    | Swindon Town           | 3,332    |
| 40                                          | Luton Town                 | 1 – 1    | Brentford              | 4,167    |
| újrajátszás                                 | Brentford                  | 0 – 2    | Luton Town             | 2,643    |

## Második kör
- A sorsolást 2007. november 11-én tartották.
- A mérkőzéseket 2007. december 1-jén játszották.

|             | Hazai csapat               | Eredmény | Vendég csapat          | Nézőszám |
| ----------- | -------------------------- | -------- | ---------------------- | -------- |
| 1           | Oxford United              | 0 – 0    | Southend United        | 5,163    |
| újrajátszás | Southend United            | 3 – 0    | Oxford United          | 2,740    |
| 2           | Swindon Town               | 3 – 2    | Forest Green Rovers    | 7,588    |
| 3           | Oldham Athletic            | 1 – 0    | Crewe Alexandra        | 3,900    |
| 4           | Northampton Town           | 1 – 1    | Walsall                | 3,887    |
| újrajátszás | Walsall                    | 1 – 0    | Northampton Town       | 3,066    |
| 5           | Cambridge United           | 1 – 0    | Weymouth               | 4,552    |
| 6           | Millwall                   | 2 – 1    | AFC Bournemouth        | 4,495    |
| 7           | Staines Town               | 0 – 5    | Peterborough United    | 2,460    |
| 8           | Bradford City              | 0 – 3    | Tranmere Rovers        | 6,379    |
| 9           | Torquay United             | 0 – 2    | Brighton & Hove Albion | 4,010    |
| 10          | Notts County               | 0 – 1    | Havant & Waterlooville | 3,810    |
| 11          | Dagenham & Redbridge       | 3 – 1    | Kidderminster Harriers | 1,493    |
| 12          | Port Vale                  | 1 – 1    | Chasetown              | 5,875    |
| újrajátszás | Chasetown                  | 1 – 0    | Port Vale              | 1,986    |
| 13          | Bristol Rovers             | 5 – 1    | Rushden & Diamonds     | 4,816    |
| 14          | Huddersfield Town          | 3 – 0    | Grimsby Town           | 6,729    |
| 15          | Burton Albion              | 1 – 1    | Barnet                 | 2,769    |
| újrajátszás | Barnet                     | 1 – 0    | Burton Albion          | 1,379    |
| 16          | Bury                       | 1 – 0    | Exeter City            | 2,725    |
| 17          | Luton Town                 | 1 – 0    | Nottingham Forest      | 5,758    |
| 18          | Horsham                    | 1 – 1    | Swansea City           | 2,731    |
| replay      | Swansea City               | 6 – 2    | Horsham                | 5,911    |
| 19          | Hereford United            | 2 – 0    | Hartlepool United      | 3,801    |
| 20          | Harrogate Railway Athletic | 2 – 3    | Mansfield Town         | 1,486    |

## Harmadik kör
Ebben a körben már első-és másodosztályú csapatok is részt vettek.
- A sorsolást 2007. december 2-án tartották.
- A mérkőzéseket 2008. január 5-én, szombaton játszották.

|                                                 | Hazai csapat            | Eredmény | Vendég csapat          | Nézőszám |
| ----------------------------------------------- | ----------------------- | -------- | ---------------------- | -------- |
| 1                                               | Preston North End       | 1 – 0    | Scunthorpe United      | 4,616    |
| 2                                               | Chasetown               | 1 – 3    | Cardiff City           | 2,420    |
| 3                                               | Colchester United       | 1 – 3    | Peterborough United    | 4,003    |
| 4                                               | Bolton Wanderers        | 0 – 1    | Sheffield United       | 15,286   |
| 5                                               | Blackburn Rovers        | 1 – 4    | Coventry City          | 14,421   |
| 6                                               | Brighton & Hove Albion  | 1 – 2    | Mansfield Town         | 5,857    |
| 7                                               | Walsall                 | 0 – 0    | Millwall               | 4,358    |
| replay                                          | Millwall                | 2 – 1    | Walsall                | 4,645    |
| 8                                               | Charlton Athletic       | 1 – 1    | West Bromwich Albion   | 12,682   |
| replay                                          | West Bromwich Albion    | 2 – 2    | Charlton Athletic      | 12,691   |
| West Bromwich Albion győzött 4–3-ra büntetőkkel |                         |          |                        |          |
| 9                                               | Watford                 | 2 – 0    | Crystal Palace         | 10,480   |
| 10                                              | Luton Town              | 1 – 1    | Liverpool              | 10,226   |
| replay                                          | Liverpool               | 5 – 0    | Luton Town             | 41,446   |
| 11                                              | Plymouth Argyle         | 3 – 2    | Hull City              | 12,419   |
| 12                                              | Aston Villa             | 0 – 2    | Manchester United      | 33,630   |
| 13                                              | Tranmere Rovers         | 2 – 2    | Hereford United        | 6,909    |
| replay                                          | Hereford United         | 1 – 0    | Tranmere Rovers        | 6,471    |
| 14                                              | Tottenham Hotspur       | 2 – 2    | Reading                | 35,243   |
| replay                                          | Reading                 | 0 – 1    | Tottenham Hotspur      | 22,130   |
| 15                                              | Burnley                 | 0 – 2    | Arsenal                | 16,709   |
| 16                                              | Bristol City            | 1 – 2    | Middlesbrough          | 15,895   |
| 17                                              | Fulham                  | 2 – 2    | Bristol Rovers         | 13,634   |
| replay                                          | Bristol Rovers          | 0 – 0    | Fulham                 | 11,882   |
| Bristol Rovers győzött 5–3-ra büntetőkkel       |                         |          |                        |          |
| 18                                              | Huddersfield Town       | 2 – 1    | Birmingham City        | 13,410   |
| 19                                              | Swansea City            | 1 – 1    | Havant & Waterlooville | 8,761    |
| replay                                          | Havant & Waterlooville  | 4 – 2    | Swansea City           | 4,400    |
| 20                                              | Sunderland              | 0 – 3    | Wigan Athletic         | 20,821   |
| 21                                              | Southend United         | 5 – 2    | Dagenham & Redbridge   | 6,393    |
| 22                                              | Everton                 | 0 – 1    | Oldham Athletic        | 33,086   |
| 23                                              | Derby County            | 2 – 2    | Sheffield Wednesday    | 20,612   |
| replay                                          | Sheffield Wednesday     | 1 – 1    | Derby County           | 18,020   |
| Derby County győzött 4–2-re büntetőkkel         |                         |          |                        |          |
| 24                                              | Southampton             | 2 – 0    | Leicester City         | 20,094   |
| 25                                              | West Ham United         | 0 – 0    | Manchester City        | 33,806   |
| újrajátszás                                     | Manchester City         | 1 – 0    | West Ham United        | 27,809   |
| 26                                              | Ipswich Town            | 0 – 1    | Portsmouth             | 23,446   |
| 27                                              | Wolverhampton Wanderers | 2 – 1    | Cambridge United       | 15,340   |
| 28                                              | Barnsley                | 2 – 1    | Blackpool              | 8,276    |
| 29                                              | Chelsea                 | 1 – 0    | Queens Park Rangers    | 41,289   |
| 30                                              | Stoke City              | 0 – 0    | Newcastle United       | 22,861   |
| replay                                          | Newcastle United        | 4 – 1    | Stoke City             | 35,108   |
| 31                                              | Swindon Town            | 1 – 1    | Barnet                 | 5,944    |
| újrajátszás                                     | Barnet                  | 1 – 1    | Swindon Town           | 2,810    |
| Barnet győzött 2–0-ra büntetőkkel               |                         |          |                        |          |
| 32                                              | Norwich City            | 1 – 1    | Bury                   | 19,815   |
| újrajátszás                                     | Bury                    | 2 – 1    | Norwich City           | 4,146    |

## Negyedik kör
- A sorsolást 2008. január 7-én tartották.
- A mérkőzéseket 2008. január 26-án és január 27-én játszották.

|    | Hazai csapat        | Eredmény | Vendég csapat           | Nézőszám |
| -- | ------------------- | -------- | ----------------------- | -------- |
| 1  | Arsenal             | 3 – 0    | Newcastle United        | 60,046   |
| 2  | Coventry City       | 2 – 1    | Millwall                | 17,268   |
| 3  | Oldham Athletic     | 0 – 1    | Huddersfield Town       | 12,749   |
| 4  | Barnet              | 0 – 1    | Bristol Rovers          | 5,190    |
| 5  | Liverpool           | 5 – 2    | Havant & Waterlooville  | 42,566   |
| 6  | Southend United     | 0 – 1    | Barnsley                | 7,212    |
| 7  | Wigan Athletic      | 1 – 2    | Chelsea                 | 14,166   |
| 8  | Derby County        | 1 – 4    | Preston North End       | 17,344   |
| 9  | Manchester United   | 3 – 1    | Tottenham Hotspur       | 75,369   |
| 10 | Portsmouth          | 2 – 1    | Plymouth Argyle         | 19,612   |
| 11 | Southampton         | 2 – 0    | Bury                    | 25,449   |
| 12 | Hereford United     | 1 – 2    | Cardiff City            | 6,885    |
| 13 | Peterborough United | 0 – 3    | West Bromwich Albion    | 12,701   |
| 14 | Mansfield Town      | 0 – 2    | Middlesbrough           | 6,258    |
| 15 | Sheffield United    | 2 – 1    | Manchester City         | 20,800   |
| 16 | Watford             | 1 – 4    | Wolverhampton Wanderers | 12,719   |

## Ötödik kör
- A sorsolást 2008. január 28-án tartották.
- A mérkőzéseket 2008. február 16-án és február 17-én játszották.

|             | Hazai csapat      | Eredmény | Vendég csapat           | Nézőszám |
| ----------- | ----------------- | -------- | ----------------------- | -------- |
| 1           | Bristol Rovers    | 1 – 0    | Southampton             | 11,920   |
| 2           | Cardiff City      | 2 – 0    | Wolverhampton Wanderers | 15,339   |
| 3           | Sheffield United  | 0 – 0    | Middlesbrough           | 22,210   |
| újrajátszás | Middlesbrough     | 1 – 0    | Sheffield United        | 28,108   |
| 4           | Liverpool         | 1 – 2    | Barnsley                | 42,449   |
| 5           | Manchester United | 4 – 0    | Arsenal                 | 75,550   |
| 6           | Preston North End | 0 – 1    | Portsmouth              | 11,840   |
| 7           | Coventry City     | 0 – 5    | West Bromwich Albion    | 28,163   |
| 8           | Chelsea           | 3 – 1    | Huddersfield Town       | 41,324   |

## Hatodik kör
- A sorsolást 2008. február 18-án tartották.
- A mérkőzéseket 2008. március 8-án és március 9-én játszották.

Az egyetlen Premier League-párosítás: a Portsmouth a Manchester United-del mérkőzött meg az Old Trafford-on. A Barnsley, akik a Liverpoolt ejtették ki az Anfield-en, a címvédő Chelsea-t fogadták hazai pályán.
|   | Hazai csapat      | Eredmény | Vendég csapat        | Nézőszám |
| - | ----------------- | -------- | -------------------- | -------- |
| 1 | Middlesbrough     | 0 – 2    | Cardiff City         | 32,986   |
| 2 | Manchester United | 0 – 1    | Portsmouth           | 75,463   |
| 3 | Bristol Rovers    | 1 – 5    | West Bromwich Albion | 12,011   |
| 4 | Barnsley          | 1 – 0    | Chelsea              | 22,410   |

| 2008. március 9. 14:00 | Middlesbrough | 0 – 2                 | Cardiff City               | Riverside Stadion, Middlesbrough Nézőszám: 32,986 Játékvezető: Mike Dean |
| 2008. március 9. 14:00 |               | (0 – 2) (Jegyzőkönyv) | Whittingham 9' Johnson 23' | Riverside Stadion, Middlesbrough Nézőszám: 32,986 Játékvezető: Mike Dean |

| 2008. március 8. 12:45 | Manchester United FC | 0 – 1                 | Portsmouth             | Old Trafford, Manchester Nézőszám: 75,463 Játékvezető: Martin Atkinson |
| 2008. március 8. 12:45 |                      | (0 – 0) (Jegyzőkönyv) | Muntari 78' (11-esből) | Old Trafford, Manchester Nézőszám: 75,463 Játékvezető: Martin Atkinson |

| 2008. március 9. 18:00 | Bristol Rovers | 1 – 5                 | West Bromwich Albion                         | Memorial Stadium, Bristol Nézőszám: 12,011 Játékvezető: Mark Clattenburg |
| 2008. március 9. 18:00 | Coles 31'      | (1 – 2) (Jegyzőkönyv) | Morrison 16' Miller 30' 69' 85' Phillips 73' | Memorial Stadium, Bristol Nézőszám: 12,011 Játékvezető: Mark Clattenburg |

| 2008. március 8. 17:30 | Barnsley    | 1 – 0                 | Chelsea | Oakwell, Barnsley Nézőszám: 22,410 Játékvezető: Steve Bennett |
| 2008. március 8. 17:30 | Odejayi 67' | (0 – 0) (Jegyzőkönyv) |         | Oakwell, Barnsley Nézőszám: 22,410 Játékvezető: Steve Bennett |

## Elődöntő
A sorsolást 2008. március 10-én tartották. A mérkőzéseket a Wembley Stadionban játszották április 5-én és április 6-án. 1908 óta először csak egy élvonalbeli klub (Portsmouth) szerepelt az elődöntőben.
| 2008. április 5. 12:15 | West Bromwich Albion | 0 – 1                 | Portsmouth | Wembley Stadion, London Nézőszám: 83,584 Játékvezető: Howard Webb |
| 2008. április 5. 12:15 |                      | (0 – 0) (Jegyzőkönyv) | Kanu 54'   | Wembley Stadion, London Nézőszám: 83,584 Játékvezető: Howard Webb |

| 2008. április 6. 16:00 | Barnsley | 0 – 1                 | Cardiff City | Wembley Stadion, London Nézőszám: 82,752 Játékvezető: Alan Wiley |
| 2008. április 6. 16:00 |          | (0 – 1) (Jegyzőkönyv) | Ledley 9'    | Wembley Stadion, London Nézőszám: 82,752 Játékvezető: Alan Wiley |

## Döntő
| 2008. május 17. | Cardiff City | 0-1                 | Portsmouth | Wembley Stadion, London Nézőszám: 89,874 Játékvezető: Mike Dean |
| 2008. május 17. |              | (0-1) (Jegyzőkönyv) | Kanu 37'   | Wembley Stadion, London Nézőszám: 89,874 Játékvezető: Mike Dean |

| Cardiff City | Portsmouth |

| CARDIFF CITY: |           |    |                         |  |     |
|               |           |    |                         |  |     |
|               |           |    |                         |  |     |
| 1             | finn      | K  | Peter Enckelman         |  |     |
|               |           |    |                         |  |     |
| 2             | skócia    | V  | Kevin McNaughton        |  |     |
|               |           |    |                         |  |     |
| 12            | anglia    | V  | Roger Johnson           |  |     |
|               |           |    |                         |  |     |
| 6             | hollandia | V  | Glenn Loovens           |  |     |
|               |           |    |                         |  |     |
| 3             | északír   | V  | Tony Capaldi            |  |     |
|               |           |    |                         |  |     |
| 16            | wales     | KP | Joe Ledley              |  |     |
|               |           |    |                         |  |     |
| 4             | skócia    | KP | Gavin Rae               |  | 86' |
|               |           |    |                         |  |     |
| 10            | írország  | KP | Stephen McPhail (c)     |  |     |
|               |           |    |                         |  |     |
| 7             | anglia    | KP | Peter Whittingham       |  | 61' |
|               |           |    |                         |  |     |
| 36            | hollandia | CS | Jimmy Floyd Hasselbaink |  | 70' |
|               |           |    |                         |  |     |
| 11            | wales     | CS | Paul Parry              |  |     |
| Cserepad:     |           |    |                         |  |     |
|               |           |    |                         |  |     |
| 13            | anglia    | K  | Michael Oakes           |  |     |
|               |           |    |                         |  |     |
| 5             | anglia    | V  | Darren Purse            |  |     |
|               |           |    |                         |  |     |
| 18            | anglia    | KP | Trevor Sinclair         |  | 86' |
|               |           |    |                         |  |     |
| 30            | anglia    | KP | Aaron Ramsey            |  | 61' |
|               |           |    |                         |  |     |
| 20            | skócia    | CS | Steven Thompson         |  | 70' |
| Edző:         |           |    |                         |  |     |
| Dave Jones    |           |    |                         |  |     |

| PORTSMOUTH:    |          |    |                     |       |     |
|                |          |    |                     |       |     |
|                |          |    |                     |       |     |
| 1              | anglia   | K  | David James         |       |     |
|                |          |    |                     |       |     |
| 5              | anglia   | V  | Glen Johnson        |       |     |
|                |          |    |                     |       |     |
| 15             | francia  | V  | Sylvain Distin      |       |     |
|                |          |    |                     |       |     |
| 23             | anglia   | V  | Sol Campbell (c)    |       |     |
|                |          |    |                     |       |     |
| 7              | izland   | V  | Hermann Hreiðarsson | 45+1' |     |
|                |          |    |                     |       |     |
| 6              | francia  | KP | Lassana Diarra      | 90+3' |     |
|                |          |    |                     |       |     |
| 17             | nigéria  | KP | John Utaka          |       | 69' |
|                |          |    |                     |       |     |
| 30             | portugál | KP | Pedro Mendes        |       | 78' |
|                |          |    |                     |       |     |
| 19             | horvát   | KP | Niko Kranjčar       | 54'   |     |
|                |          |    |                     |       |     |
| 11             | ghána    | KP | Sulley Muntari      |       |     |
|                |          |    |                     |       |     |
| 27             | nigéria  | CS | Nwankwo Kanu        |       | 87' |
| Cserepad:      |          |    |                     |       |     |
|                |          |    |                     |       |     |
| 21             | anglia   | K  | Jamie Ashdown       |       |     |
|                |          |    |                     |       |     |
| 16             | francia  | V  | Noé Pamarot         |       |     |
|                |          |    |                     |       |     |
| 8              | szenegál | KP | Papa Bouba Diop     |       | 78' |
|                |          |    |                     |       |     |
| 9              | cseh     | CS | Milan Baroš         |       | 87' |
|                |          |    |                     |       |     |
| 10             | anglia   | CS | David Nugent        |       | 69' |
| Edző:          |          |    |                     |       |     |
| Harry Redknapp |          |    |                     |       |     |